# 401k
401k（よんまるいちけー、英語: Four o one k）は、アメリカにおいて採用可能な確定拠出型の個人年金制度の一つ。退職所得補償金の積立を目的としており、そのため課税上の特典が与えられている。名前は1978年米国内国歳入法（Internal Revenue Code of 1978）の条項名（401(k)）にちなむ。
対象は民間営利企業の従業員である。なお他の確定拠出年金制度には、非営利団体の従業員向けの403(b)や、州・地方自治体職員をカバーする457、連邦政府職員および軍人向けのスリフト・セービングス・プラン（Thrift Savings Plan、TSP）などがあり、その内容は401(k)とほぼ同じで、転職した場合はこれらのプランの間で基金残高を移転することもオプションとして可能である。

## 米国における制度
401(k)では、例えば企業などの雇用者が被雇用者のために一定条件の下で支出する拠出金を退職後所得補償であると認め、一般の所得課税と区分してその運用益課税が繰り延べられることを認める税制が適格であることを規定している。雇用者は、年金制度の受託者となって、その年金制度の策定計画のほか、年金基金の投資先選定、運用成績のモニタリングを行う責任がある。
シアドア・ベナ(ジョンソン社で働くコンサルタント)は1980年に最初の401(k)制度を作成した。1990年代の十年間で、それが伝統的な企業年金制度よりも柔軟性があるという理由から、労働者に人気があると分かった。例えば、通常は「最低在籍期間」のような制限はなく労働者は就職初日から拠出可能であり、拠出した基金は労働者個人の口座に属し、労働者が転職して他の会社に移っても、基金の残高をそのまま前の会社のプランの口座に保持し続ける、新しい会社（に401(k)プランがあれば）の401(k)プランの口座に移転する、あるいは「ロールオーバー（転換）IRA」と呼ばれる特別の個人退職基金口座に移転することを労働者が自由に選択できる。
401(k)には、課税前所得から拠出できる通常401(k)と課税後所得から拠出するRoth 401(k)があり、その差はIRAにおける通常IRAとRoth IRAの違いに類似している。また、401(k)は被雇用者（会社員）以外にも自営業向けのSelf-Employed 401(k)制度（Solo 401(k)とも呼ばれる）があり、その内容は自営業者の配偶者も拠出可能などの違いを除いて、被雇用者向け制度を基礎としている。ここでは、圧倒的に多くの利用者がある被雇用者向け通常401(k)について述べる。以下、特に断りにない限り、「401(k)」とは通常401(k)を示し、以下の説明中「労働者」「従業員」などは被雇用者と同じ意味である。

### 拠出と課税繰り延べ
従業員は、給料の一部について、直接給与として支払う、もしくは401(k)ファンドへ繰延べ払いとするよう依頼する。加入者運用指示型のプランにおいては、そうすることで従業員は多くの投資選択肢から選択することができる。受託運用型の401(k)プランでは、雇用者が受託者を任命し、受託者はプランの資産がどこに投資されるかを決定する。
401(k)プランから資金が引き出されるまで、401(k)プランへの拠出金と拠出金の運用益に対する課税は延期され、プランから金銭が引き出されたときに所得として課税される（Roth 401(k)には適用されない）。引き出しは、典型的には引退時点もしくは引退後に行なわれるが、従業員が引退可能年齢（現行の法律では59歳半）に達する前に口座から金銭を引き出す場合、ほとんどの場合通常の所得税に加えてIRS（内国歳入庁）への10パーセントの罰金（本人の死亡や全身障碍などに起因する引き出しの場合は免除）を課せられる。

### 拠出限度額
401(k)制度は、IRAよりも毎年の拠出限度額が高い。2024年の年間拠出限度額は労働者の賃金からの天引きが23,000ドルに加え、50歳以上（正確にはその年度＝暦年内に50歳の誕生日を迎える予定もしくはそれ以上の年齢）の労働者はさらに天引きで7,500ドル追加し、計30,500ドルまで拠出可能で、企業側が「マッチ」(下記参照)で直接拠出する金額との合計限度額は年間69,000ドル（50歳以上の場合は76,500ドル）にも及ぶ（ただしプランごとに労働者が賃金から拠出できる上限パーセンテージが決められておりこれを超えて拠出することはできない。また労働者の年間拠出額は下記の法定限度額若しくはその年度の労働者の実際の合計賃金所得を上回ることはできない。更に「マッチ」（下記）の額もその労働者への実際の賃金額を上回ることはできない）。これに対して、同年のIRAへの拠出限度額は7,000ドル（50歳以上の場合は8,000ドル）に過ぎない。401(k)制度は1974年ERISA法(Employee Retirement Income Security Act、退職従業員所得保障法)によってカバーされる税制適格の制度であり、401(k)口座の資産は、たとえその保有者が破産しても債権者から保護される。この保護はIRA口座には状況によって適用されないことがある。また労働者の子弟の大学進学時の奨学金などのファイナンシャル・エイドの申請時の家庭の資産申告には、他の退職基金と同様、401(k)の資産を含める必要はない。
年間の拠出限度額は、就業する企業やプランではなく労働者個人に属する。例えば、年度（暦年と同じ）の途中でA社からB社に転職して、A社のプランで既に7,000ドル拠出している場合は、B社のプランではその年度内では16,000ドルまでしか拠出できない。通常はB社に入社時に給与部門に「前社で既に7,000ドル拠出している」と申告すれば総拠出額が限度額を超過しないように給与計算で自動的に調整されるか、あるいは自分で運営会社のウェブサイトで自分で給与から控除して拠出する金額を調整する。もし年間拠出限度以上の合計拠出（over-contribution）があった場合は、超過拠出額とその平均見込み運用益をその年度の確定申告（翌年の4月15日）までに口座から引出さねばならず、引き出した分は所得税の対象になる。401(k)プランへの加入は決して強制されるものではなく、（IRSが定める年間拠出限度額以内なら）拠出金額を含めて労働者個人の自由意志に任されており、通常のプランでは、年度内に賃金の支払い時期毎の拠出金額を増減したり拠出を一時停止したり再開することも自由にできる（ただし多くのプランでは、賃金支払い時期毎の一回の拠出金額に50ドル程度の最低金額が決められている）。

### ポータビリティ
401(k)の魅力の一つはポータビリティ（持ち運び）にある。労働者の拠出とその運用益からなる資金は労働者個人に属し、労働者がそのプランのある企業を辞職しても資金と課税繰り延べの特典は労働者に属したままである。これに対して、伝統的な企業年金では、規定年齢以前の辞職は「脱退一時金」（多くの場合課税対象）が支給されて終わりである。労働者が401(k)の口座を持つ企業を辞職した場合、その口座の資金について以下の選択があり、労働者の意志でどれでも選択できる。
- その会社のプランに口座をそのまま維持する（最低残高の規定あり）
- 新しい会社に就職し、その会社に401(k)プランがあり、口座を開く場合はその口座に資金を移動
- 外部の「ロールオーバーIRA」口座に資金を移動
- 資金を引き出す（所得税と、引出し時点で59歳半に達していなければ10%の罰金が課せられる）

最後の引き出しの場合を除き、資金の課税繰り延べは継続する。
401(k)口座はそのプランを提供する企業・会社とは独立しているので、たとえその会社が合併や破綻をしても401(k)口座と資金は保全され、税制優遇も継続する（ただしプランの統廃合などはあるので、新プランに移行するなどの変化はある）。
終身雇用慣行がなく、平均的な労働者は生涯に5～6回転職するという雇用関係の流動的なアメリカ社会では、401(k)のポータビリティは多くの労働者に恩恵をもたらす。
ロールオーバーIRA口座に資金を移動する場合は、運営会社に依頼して401(k)口座から直接資金を移動すべきである。もし一旦現金（小切手、銀行口座への振込）で受け取ると、IRSは実際にはロールオーバーしない税逃れの引き出しを予防するために、雇用主に引き出し金額の20%を源泉徴収することを義務付けている。この源泉徴収は、引出し（プラン脱退）後60日以内に実際に（源泉徴収分を含めて）全額をロールオーバーした場合は、確定申告（翌年1月～4月15日まで）で精算・還付されるが、労働者はそれまで源泉徴収分を一時的に負担しなくてはならない。
ロールオーバーIRA口座に資金を移動すると、運用先の選択などの自由度が上がる代わりに、破産時の債権者からの保護が減少または消失（州による）したり、裏口Roth IRA転換に制限が加わるなどいくつかの特典を喪失することがあるので注意が必要である。

### 引出し
引出し時には、引出し金額が繰り延べられた所得と見做され通常の所得税が課せられるが、拠出した元金とその運用益は引出し時まで課税が延期されるので、
- 運用元金（拠出額）が繰り延べられた課税分だけ実質的に多い
- 課税繰り延べなので、その分も運用の複利効果で、より多額の運用益が見込める、
- 通常退職後は通常現役時代に比べ所得が減るので、累進課税制度下では現役時代より低い税率が期待される（課税されるのは実際に引き出した額のみ）

などの事実が401(k)制度を魅力的なものにしている。ただし401(k)口座からは労働者が59歳半に達していなければ原則として資金（拠出と運用益）を引き出すことはできず、「止むを得ない事情」で引き出した場合には、当該引出し金額は所得税と上記の罰金（10%）の対象となる。
逆に、一定年齢（72歳、2019年以前は70歳半）に達した後は各暦年の最低要求引出額（Required Minimum Distribution、RMD、またはMRD）と呼ばれる金額を引き出さねばならない。RMDは各401(k)口座の前年末の市場価値残高をIRSが定める平均余命係数（例えば2021年の72歳の平均余命係数は25.6）で除した金額で、複数の401(k)口座を持つ場合は、各々の口座についてRMDを計算し、引き出さなければならない。例えば今年10月に72歳になるA氏は、以前の勤務先の401(k)口座の昨年大晦日時点の市場価値残高が25万6千ドルとすると、この口座から最低1万ドルを今年中に引き出さなければならない。引き出した資金は通常の所得税率で課税されるが、実際の引出し額がRMDの額より少ない場合は、罰金としてその差額は50%の高税率で課税される。この引出しはロールオーバーIRAのような他の課税繰り延べプランに拠出することはできない。RMDの引出しは各年度末（12月31日）が締切りだが、初年度（72歳になる年度）に限って翌年4月1日まで猶予される。ただし、翌年まで年を跨いで延期した場合は、翌年の年末までに翌年分のRMD分も引き出さなければならないので、翌年の年間合計引出し額が多額となり、累進課税の下では税率が上がる可能性がある。
RMDは通常IRAとロールオーバーIRAにも適用される。複数の401(k)口座がある場合は個別にRMDを引き出さなければならないが、通常IRAとロールオーバーIRAでは複数口座があっても合計引出し金額がRMDを満たしていれば良いという違いある。Roth IRAにはRMDは適用されない。
労働者が401(k)口座に資金を残したまま死亡すると、その残高は口座開設時に指名した受益者が相続する。相続された資金は課税対象となるので、相続人は適切な税対策を講じなければならない。プランによっては口座に何年も資金を残したままにできるものもあるが、別のプランでは一定期間以内に残高を全額引き出さないと残高の10%を超える手数料を徴収するなど、プランによって口座の扱いは様々である。通常、401(k)資金の相続人は資金の全額を一括で受け取るので、額が大きい場合は累進課税下では高税率の所得税を納付しなければならないが、相続人が配偶者の場合に限って、相続人自身のロールオーバーIRA口座に入金することによって課税繰延のメリットを継続することができる。ただし、入金にあたっては労働者の転職の場合と同じく、源泉徴収を防ぐために口座間の直接資金移動が好ましい。
専門家らは、この課税繰延とポータビリティの利益が得に若年層や低所得層に完全に理解されてはいないと指摘している。2013年末のフィデリティ・インベストメンツの調査 では、20～39歳の勤労者の41%が転職時に（所得税と10%の罰金を払って）401(k)を引き出しており、残高3万ドル以下の401(k)を持つ勤労者の51%が同様に引き出しているという。例えば、36歳の勤労者が1万6千ドルの残高を引き出した場合、20%の源泉徴収と10%罰金が差し引かれるので手取りは11,200ドルにしかならず、さらに重要なことには、この資金が401(k)口座に残されて年利4.7%で運用されていれば課税繰延の複利効果により67歳の退職時には87,500ドルになっているはず（口座維持費用や引出し時の課税を無視）の老後資金が消えてしまうことが指摘されている。25%の401(k)口座が開設3年以内に閉じられ、7年後には50%の口座が閉じられており、閉じられた口座の資金はロールオーバーIRAに転換されるものがあるものの、多くの場合は引き出されていると言う。この調査には2013年末の以下の数字も示されている。
- 口座残高の平均は史上最高の89,300ドル（前年比15.5%増、増加の78%が證券市場の好況によると推計）
- 55歳以上の勤労者の口座残高平均は165,200ドル

### ロールオーバーIRA
従業員が401(k)口座を持つ会社を辞職すると、その401(k)口座の資金を会社（のプラン）とは無関係の「ロールオーバーIRA」に移動することができる。この資金移動は「引出し」ではないのでそれ自体は課税対象にならず、課税繰延べも継続する。ロールオーバーIRAは税務上は通常IRAと同じ課税繰延退職資金扱いになる。証券会社は自社IRA口座に以前の401(k)資金を「ロールオーバー」することを歓迎し、「ロールオーバー」は（元）従業員にとって
- 個別の以前の401(k)をロールオーバーIRA口座にまとめることにより管理が容易になる（特にMRD）
- 個別の以前の401(k)プランの規則に拘束されない
- 証券会社が提供する多数（証券会社によっては数百）の投資先・方法から資金の運用先を選べる（一般的に個別401(k)のプランで選べる投資先は10～20の投資信託で、ETFや個別株式・債券などは対象外）

と言う利点がある反面、
- 州によっては雇用先の提供する退職資金プランの口座（401(k)）でない退職資金（ロールオーバーを含むIRA）は破産から保護されない（ERISA）
- 以前の401(k)プランの投資先がロールオーバーIRA口座の投資先の選択に含まれていないことがある
- 通常IRAをRoth IRAに転換する時にPro Rataルールの対象になる

と言うトレードオフも存在する。

### マッチ
一部の企業では、従業員が自分の賃金から拠出した資金の一定割合を「マッチ（match）」として給付する。この給付金は従業員の手元に渡らず、直接その従業員の401(k)口座に組み入れられるが、その運用は従業員が拠出した資金と同様、100%従業員に任される。例えば、「従業員の拠出1ドルあたり50セントを6,000ドルまでマッチする」というプランなら、従業員が年間3,000ドル拠出した場合は会社からは1,500ドルが、従業員が6,000ドル（以上年間拠出限度までいくらでも）拠出した場合は3,000ドルが会社から直接その従業員個人の401(k)口座に入金される。マッチの上限を金額ではなく授業員の給与額の一定割合（例えば6%）とする会社もある（2015年度の法定限度額は年間35,000ドル若しくはその従業員の賃金のどちらか低い方）。
マッチの支給時期などのルールは、会社により様々である。例えば、
- A社：従業員の毎回の給与天引拠出額の50%。ただし一回のマッチ支給額の上限は200ドルまで、年度内のマッチ累計額上限3,000ドルまで
- B社：毎回の給与天引拠出時にはマッチは行わず、翌年早々に前年の従業員の総拠出額のうち6,000ドルまでの50%

会社から拠出されたマッチは、従業員自身の給与からの拠出と同様、従業員の口座で100%従業員の判断で運用されるが、マッチがいつ名実共に従業員の所有になるかについては、会社により様々な「ベスト（vest＝所有の移転）」のルールが定められている。例えば、
- C社：各マッチの支給と同時に即時ベスト。マッチ支給の翌日に退社してもマッチは従業員の所有となり、従業員に最も有利
- D社：各マッチの支給1年後にベスト。マッチ支給後1年以内に退社すると、マッチはその運用損益とともに会社に返還される

マッチのベストが即時でない場合は、拠出が従業員自身の給与からなのか、マッチからなのかを区別する必要があるので、プランの運営会社は同一口座内の同一投資先でも勘定を分けている。当然ながら、従業員自身の給与からの拠出は即時ベストする。
従業員自身の拠出額とマッチの拠出額の合計の法定上限が決められており、2015年度は52,000ドル、50歳以上の従業員では59,000ドルである。
専門家は、実質的に無条件の割り増し給与であるマッチと言うタダ飯（free lunch）目的だけでも労働者が401(k)のメリットを理解して利用するように啓蒙している。

### ローン
多くのプランでは、従業員による自分の401(k)からの低利の固定金利（通常、プライムレート+1%程度）による借入れも認めている。借入れ金額限度額は、そのプランの401(k)口座残高の50%または50,000ドルのどちらか低い方で、借入れ期間は60ヶ月（5年）の均等払いである（費用なしで繰り上げ返済可）。課税後資産から返済されなければならない。支払い利息は当該401(k)口座に戻される（つまり、自分自身に「借入れ利息」を払うことになる）ので他人に利息を払う通常のローンに比べてy有利であり、ローン契約一件ごとの5～100ドル程度の手数料の負担は大したことではないが、プランの現役の加入者（＝プランを持つ会社の被雇用者）でなくなると、予め定めたローン期間に関わらず残金を即時（例えば退職後30日以内などに）一括返済しなければならないので、勤務先を予期せずに解雇されたときは失業に加えた大きな経済的リスクとなり得る。もし期日までに返済できないと、その金額はプランからの引出しと看做され、上記の引き出しの場合と同じく所得税と10%の罰金（59歳半未満の時）の対象となる。

### 401(k)のメリット
401(k)は年金コスト削減手段を求める雇用者側にとっても需要があることが判明した。ほとんどの場合、確定拠出型制度のほうが確定給付型制度よりも雇用者側の負担は少なくなる。確定給付年金プランのコストが年々変わって予測不可能であり、企業はもはや雇用していない退職者のための費用を延々と負担し続けるのに対して、401(k)プランでは企業の責任は労働者を雇用している間に限られ、雇用者のコストを予測可能なものとする。例えば、2009年にゼネラルモーターズが破綻した大きな原因の一つは、退職者に対する企業年金の支払いはもとより、その家族の医療費補助などまでも会社が負担すると言う、退職者に対する過剰とも言える手厚い保障であった。
このため、例えば新興企業の起業・消滅と労働者の転職が頻繁で雇用関係が著しく流動的なシリコンバレーのハイテク企業では、ごく普通の退職基金プランとして普及・定着しており、2014年現在全米で7千万人以上の勤労者が利用している。また、伝統的な大企業でも従来の確定給付年金制度から401(k)に移行する例が数多く見られ、例えば、航空機産業の大手ボーイング社（本社ワシントン州）は、2013年に業績好調のため他の22州からの優遇条件付生産工場の移転の申し出を受けたが、これらを断ってワシントン州で生産と雇用を続ける代わりに、労働組合に従来の確定給付年金制度から401(k)に移行する条件を飲ませた。この移行は、労働組合にとっては厳しいものと受け止められた。2014年7月1日、防衛産業最大手のロッキードマーチン社は、113,000人の従業員のうち48,000人の加入する現行の確定給付年金制度を2020年1月1日までに確定拠出制度に移行すると発表した（確定拠出制度の開始は2016年1月1日から）。ロッキードマーチンは、この移行は退職制度に関わるコストの長期的に予測可能な管理を可能にするとともに、2020年までに現行の制度を終了しない場合は多大な連邦税制上の制裁に直面するとも言っている。
合衆国労働局の調査によれば、1980年には私企業で働く38%の労働者が企業年金を持ち401(k)は19%に過ぎなかったが、2015年には企業年金が15%で401(k)が45%と完全に逆転した。
また、401(k)は政府にとってもメリットがある。なぜなら、労働者が名実共に自分の退職基金口座を維持することにより、退職後の生活資金に関する自助意識が高まり、相対的に社会保障のような公的年金や公的扶助に対する依存度が低下することが期待されるから。個人にも優遇税制で自助努力を奨励する、典型的なアメリカの伝統的政策と言える。
しかし、401(k)の数多くのメリットを享受できるのは、一定規模(通常は従業員10人程度)以上の私企業に雇用されている中流以上の階層の労働者に限られることも事実である。雇用されている企業にプランが存在していても、最低賃金を少々上回る程度の賃金から401(k)に拠出する余裕などない労働者や、そもそもプランを持たない零細企業の従業員は401(k)の恩恵を受けることはない。例えば、夫婦共に50歳以上のカップルの場合、年間最高4万8千ドルまで（2015年度）課税前賃金から拠出でき（ただし拠出限度いっぱいに拠出している利用者は全体の5%程度と推計される）、その基金は課税繰り延べで運用益を産む一方、401(k)を利用できない労働者にはこの税制上の特典は全く無価値である。このため、富める物はさらに富み、窮する者はさらに窮するという経済格差拡大の原因の一つであると言う批判的な見方もある。
さらに、401(k)は新たな学歴による格差を現していると言う指摘もある。上記の企業年金と401(k)の割合に関する労働局の統計を引用する記事は、賃金支払源泉徴収票（W2）の調査を基にした別の研究者の発表などを引用し、以下の比較を紹介している
- ほぼ同レベルの仕事内容と賃金の大学卒の労働者と高校卒の資格しか持たない労働者では、同じ401(k)が提供されていても前者は後者より平均で26%多く拠出
- 統計的中央値の大卒者が年間2,000ドル以上退職基金に拠出するのに対し高卒者はゼロ
- 大卒者の83%が401(k)を含む何らかの企業提供の退職基金を使えるのに対して、より低賃金の傾向の強い高卒者では62%、高校中退者は43%に止まる
- 401(k)を提供する企業で働く大卒者の80%以上が401(k)を利用するが、高卒、高校中退者のそれぞれ69%と61%未満しか利用しない
- 大卒者は賃金の平均7.3%を退職基金に拠出するが、高卒者は5.1%（専門家は10～15％の拠出を推奨）

これらの格差を埋める目的で労働者に対する教育を施しても限界があるとして、一部の企業では労働者から減額や脱退の申し出がなければ自動的に401(k)に加入させ賃金の一定割合を拠出させるオプトアウトを設定したり、州によっては401(k)を利用できない労働者に複雑な書類記入などせずに自動的に投資先を選べる州の退職基金プランに強制加入させる動きなどがある。
低所得者に配慮し、401(k)のメリットを幅広い層に享受させるため、年間AGI（Adjusted Gross Income ＝課税対象所得）50,000ドル未満（夫婦合算申告の場合）の世帯には401(k)の拠出額の最高50%（夫婦合算申告AGI 30,000ドル未満、単身申告AGI 15,000ドル未満、いずれも2013年現在）の所得減税制度が設けられている。また、年間給与が255,000ドルを超える従業員は401(k)に拠出できない（2013年現在）。
アメリカ合衆国大統領バラック・オバマは、2014年1月28日の一般教書演説で、「株式市場（の価値）は過去5年間で倍増したにもかかわらず、401(k)を持たない人々はその恩恵を受けていない」と指摘し、低所得～中所得の投資初心者が自分で退職資金を形成するのを援助するために、元本確保と相等の利益を保証した、貯蓄国債（US savings bond）に類似した「myRA（my retirement account、私の退職資金口座）」投資制度を創設すると発表した（IRAの項を参照）。

### 運営と運用
実際の401(k)基金の運営は、企業が直接行うのではなく、チャールズ・シュワブやフィデリティ・インベストメンツ、バンガード・グループのような証券会社・投資銀行に委託し、その傘下にある投資信託、なかんずくミューチュアル・ファンドで運用するのが通例である。投資信託は、株式、債券、リートなどに特化したもの、その中でも国内優良企業の株式、成長企業の株式、外国投資など投資先を細分したもの、および利用者の期待するリターンと許容できるリスクに応じて色々な投資先を組み合わせたものなど、少なくとも5～6、多い場合は20個以上の複数のファンドをプランに含めることが一般的である。プランには超低リスク（＝低リターン）のマネー・マーケット・ファンドを少なくとも一つ含めることが義務付けられており、企業は、401(k)を利用する労働者に401(k)の仕組みとリスクなどについて十分理解させるための教育の機会を提供しなければならない。
株式を公開している企業の中にはプランに自社株式専門のファンドを含める会社もあるが、多くの専門家は、もしその企業の業績が悪化すると自社株式の価値（＝退職基金の価値）が低下するだけでなく仕事まで失うという二重のリスクがあるので、そのようなファンドは避けるか若しくは少なくとも主要な投資先には含めないように警告している。巨額の不正経理・不正取引による粉飾決算が明るみに出て2001年12月に破綻したエンロンでは、社員（総数11,000人）の57%が401(k)を通じて自社株に投資していたが、破綻によりエンロン株ファンドは99%の下落を被り、多くの社員が解雇された。
自分の口座に拠出した資金を、プラン内のどのファンドにいくら投資するかは、100%労働者個人の判断と責任で行われ、プラン内のファンド間相互の資金の移動もデイトレーディングのような極端に頻繁な移動が制限されることを除き、労働者の自由である。ただし、労働者が雇用されている間は、加入しているプランから外部の口座に資金を移動することも、その逆も（過去の別の401(k)口座からの移動を除いて）できない。辞職後はプランの口座に一定（例えば5,000ドル）以上の残高があればそのまま口座を維持し続ける（ただし新たな拠出はその企業に再就職しない限り一切できない）ことも、外部の「ロールオーバー（転換）IRA」口座に資金を移動することも選択できる。ロールオーバーIRAは、相変わらず課税繰り延べのまま口座内の複数ファンド間で資金を移動しながらの運用益が見込まれるが、新たな拠出は別の401(k)プランまたは別のロールオーバーIRA口座からの資金移動を除いて一切できない。通常の投資信託と同様、各ファンドの勘定は完全に独立しており、万が一親会社に当たる証券会社が破綻してもファンドの基金は保護される（ファンドの投資先の破綻などによる基金価値の減少のリスクはある）。

### Roth 401(k)
民間企業で通常401(k)とともによく提供されている制度。通常401(k)が課税前の賃金から天引き拠出され元本と運用益に対する課税が実際の引き出しまで延期されるのに対して、Roth 401(k)は課税後賃金から天引き拠出され、引き出し時には（運用益の59歳半前の引出しの罰金を除いて）一切課税されない（元金は課税後拠出なので何時引き出しても非課税）という違いがある他は、両制度はまったく同じである。個人は同時に拠出可能な（すなわち現在の勤務先の）通常401(k)とRoth 401(k)の両方を持つことができるが、年間の拠出限度額は両者の合計で制限され、上記の金額（2015年で50歳未満は18,000ドル）である。

### 401(k)と税金
（Roth 401(k)でない）通常401(k)は課税前の賃金から天引き拠出されその分課税対象所得が減少するが、この「課税」は連邦所得税及び州・地方所得税（州・地方所得税のない州・地域もある）だけであり、社会保障税（年間上限あり）、メディケア税（年間上限なし）、州の傷害保険・失業保険などは控除の対象にならず拠出分の所得についても通常通り課税される。
退職後に401(k)から引き出す資金は通常所得として課税されるが、ここでも課税されるのは所得税のみである。なぜなら上記の社会保障税などは拠出分についても既に課税済であるからだが、運用益については所得税が課税されるも元々勤労所得ではないので社会保障税などは課税されない。

## 日本版401(k)
日本においては、2001年10月から施行された確定拠出年金法にもとづく確定拠出年金が、従業員以外を対象とした制度を含めて日本版401k（通常「にっぽんばんよんまるいちケー」と呼ばれる）と通称されている。「企業型」と「個人型（iDeCo）」の2つがあり、前者の場合は企業側が掛け金を支払うので、従業員は掛け金を負担しなくてよい。個人型は逆に、個人が掛け金を拠出する形であり、自営業者や、企業年金を導入しない企業の従業員が加入出来る。この2つの両方に加入することは出来ない。また、公務員、専業主婦、国民年金保険料を納めていない者は加入することが出来ない。なお、2017年1月より、一部の者を除き、ほぼ全員加入できるようになる。
日本語としての401やkという数字や文字はアメリカの名称をそのまま使っているだけで、特に意味はない。
税制上の優遇措置が大きい、転職した際には前勤務先の資産残高を持運べる（ポータビリティ）、個人勘定が設定されるので、運用成績が明確にわかる等のメリットがある。デメリットは、運用リスクは全て個人が負うことである。
企業側としては、運用リスクを負わなくて済む反面、従業員に適切な投資教育を十分に行わなければならない。
公的年金と生命保険や純個人年金を除く、労働者が退職時または退職後に受け取れるそれまでの就業に関連した資金の主なものは、退職一時金、確定給付企業年金、確定拠出年金（日本版401k、本項）だが、もし会社が破綻するとそれぞれに以下のようなリスクがある。
- 退職一時金 - 減額または消滅（労働債権は抵当付債権、公租公課に次ぐ劣後）[8]
- 企業年金 - 外部の年金基金への積立不足、解散
- 確定拠出年金 - 会社の破綻とは無関係

以上から、労働者自身が運用リスクを負うものの、確定拠出年金＞確定給付年金＞退職金の順で確定拠出年金が一番安全性が高いという指摘がある。

### 問題点
日本版401kの施行後12年経過した2013年末の施行状況は以下のとおり。
- 企業型年金の規約数等
  - 企業型年金承認規約数: 4,331件
  - 企業型年金加入者数: 約465万人
  - 実施事業主数: 17,806社
- 個人型年金の加入者等
  - 第1号加入者: 55,283名
  - 第2号加入者: 120,221名
    - 計175,500名

  - 事業所登録: 108,678事業所
- 登録運営管理機関: 197社

また、平成24年（2012年）3月末の総資産額は約6兆円である。
これに対して2012年のアメリカの401(k)の統計は以下のとおり。
- プラン（承認規約）数: 654,469
- 加入者数: 約7,343万人
- 総資産額: 約4.2兆ドル（430兆円）

日本版401kはプラン数と加入者数でアメリカの約1/16、総資産額で1/70であり、アメリカの人口が日本の約3倍で日本版401kの導入が401(k)に約20年遅れたことを勘案しても普及度が高いとは言えない。以下に考えられる原因を述べるが、これらの原因は相互に独立しているわけではなく不可分に結びついているものが多く、また「鶏が先か、卵が先か」型の原因と結果の循環があるものが多い。以下で単に「401(k)」と記されたものはアメリカの401(k)を示す。

#### 制度上の問題

##### 拠出限度額
2014年現在の年間限度額は、企業型で61万2千円（厚生年金基金等の確定給付型の年金を実施していない場合）、個人型で81万6千円（国民年金基金の限度額と枠を共有）で、上記条件を満たしていない場合はそれぞれ30万円と27万6千円に過ぎない。一方、401(k)では最低でも175万円、50歳以上で雇用者からのマッチを合計すると最高年間510万円（1ドル=100円で換算）にもなり、数倍から十数倍の開きがあるため、相対的に老後資金に占める重みが軽い。

##### 所得税申告
アメリカ合衆国では、被雇用・自営に関わらず全国民が年一度の個人の税金申告が必要で、また国家の誕生そのものが独立前の宗主国王ジョージ3世の不当課税に対する反発が直接の原因という歴史のため、個々人の税に関する関心は高いが、日本では被雇用者は原則的に雇用者の行う源泉徴収と年末調整を以って確定申告が不要なため、被雇用者の所得税に関する関心は必ずしも高いとは言えず、この制度が所得税繰延で拠出でき、且つ運用益にもその分の複利効果が見込めることが、よく理解と実感をされていない。

##### 複雑な税制
拠出金と運用益が課税繰延であることは両者とも同じであるが、401(k)が「引き出し時に通常所得として課税」という現役時代の所得と同じ単純で解りやすい安定したルール（ただし引き出し時の税率は予測不可能）なのに対して、日本版は
- 運用時: 特別法人税課税(平成25年度まで凍結)
- 給付（引き出し）時: 年金なら公的年金等控除、一時金なら退職所得控除

という複雑で不安定な課税ルールなので解りにくい。特に「特別時限措置」などの数年程度の短期間で変動するルールの不安定さは、退職までに数十年かかる貯蓄で、しかも一度始めたらその基金が60歳まで原則的に引き出しできない制度にはふさわしいとは言えない。不動産関連の減税なども似たところがあるが、持ち家は買わないという選択があり、また購入後でも売却ができるが、老後資金は生きている以上誰でもいずれは必要になる。

##### 定年と年金
公的年金制度の長期的な安定性に関する危惧が話題に登るようになって久しいにもかかわらず、中流以下の階層の勤労者は未だに老後生活の大きな部分を公的年金に依存することを予定しており、この階層の退職資金に関する最大の関心事は60歳の定年退職から65歳の公的年金支給開始までの5年間の無収入期間を如何に食いつなぐかと言うことであり、アメリカ人の中間層が目標とする「自分で選んだ退職時期（アメリカでは40歳以上の年齢を理由とした就職差別は違法であり、従って定年制＝年齢を理由とした解雇制度はない）以降は自己資金と社会保障（social security）で悠々自適の余生」とは隔たりがある。
また日本ではアメリカにはない退職一時金制度が普及しており、相対的・総体的に退職後生活費の自己資金への依存度は高くない。

#### 文化的な問題

##### 金融リテラシーの不足
日本では投資や金融に関わる「現実世界」に関する教育が必ずしも十分であったとは言い難く、特に株式投資に関しては「投資=投機」という混同・誤解のため「株式投資=素人が手を出してはいけない危険なマネーゲーム」という認識で拒絶する人口が少なくない（ただし極端な反対方向としてFXのような純粋マネーゲームを好む人口も存在する）。このため、適度なリスクをとっても積極的運用で老後資金を増やす姿勢に乏しく、日本版401kに拠出しても投資先は超低リターン（=低リスク）の元本確保型の投資先を選ぶ加入者が多い。年齢が高くなるほどこの元本確保指向傾向は強く、2011年の調査（人数ベース） では50歳代加入者のうち男性の53%、女性の67%が元本確保型商品を選んでいる。そのような場合、日本版401Kは実質的に「60歳まで引き出し・解約のできない定期預金」としてしか機能しないため、運用益の課税繰延の複利効果のメリットが広く享受されていない。
これに対してアメリカの2010年の調査（金額ベース） では、50歳代の401(k)の投資先比率は以下のとおり。
- 株式ファンド - 40%
- 混合ファンド - 17%
- 債券ファンド - 12%
- 元本確保ファンド - 16%（マネーマーケット、保険会社の販売するGIC（Guaranteed Investment Contracts、保証投資契約）など）
- 自社株ファンド - 9%
- その他・不明 - 6%

上記のアメリカの調査では、401(k)の元本確保型投資比率は、20代の7%から60代の23%に年齢とともに徐々に増加するが、60代すなわち退職寸前あるいは退職後でも株式ファンドと混合ファンドの投資比率はそれぞれ34%、16%と運用益を得る意欲を見せており、証券会社などの専門家も、退職後は安定重視姿勢をとりつつもある程度の運用益を追求するため一定割合で株式ファンドに投資するように勧めている（ただし、株式ファンドの内容は、例えば海外株式や中小企業株式のようなハイリスク・ハイリターンから国内大企業株式のような安定型投資中心にシフトする傾向はある）。日本では退職一時金制度が普及しているが、それまでに投資経験の全くない元労働者が退職時に手にした大金で「にわか投資家」になり、銀行などの言われるままにふさわしくない投資商品を高額一括購入してしまう例などが指摘されている。確定拠出年金法では企業に継続的な投資教育を義務付けているが、実施率は6割強と言われる。

##### 転職とポータビリティ
21世紀に入り日本の雇用形態も急速に変化してきたとは言え、変化の大きな部分は派遣社員などの非正規雇用の増大 であり、終身雇用・年功序列の日本的雇用慣行が過去のものになったわけではない。アメリカ人がその時の情勢に合わせて比較的簡単に転職し、企業側も従業員に必要以上の忠誠を求めない代わりに経営状況が悪化すれば容易にレイオフ（整理解雇）を実施するのに対して、日本では正規社員の解雇は制度上も最後の最後の手段である。特に、一般に40歳代以上の労働者が転職することは難しく、ごく一部のエリート層を除けば転職そのものが社会的敗者（負け組）と看做されることも少なくなく、実際の統計でも転職経験者の生涯賃金は生涯1社でしか働かなかった人に比べて低い傾向にある。そのような雇用文化の中で転職を繰り返すのは、雇用先が401k制度を提供できないような規模の事業所で働く低賃金労働者が多く、401kのポータビリティはさほど意味を持たない。

#### その他の問題

##### 導入のタイミング
日本版401kが導入された2001年は、日本は「失われた20年」の最中であった。当時を10年あまり遡る1980年代末のバブル景気で一部の階層で盛んになった「財テク」は1990年代のバブル崩壊で終了し、2000年代初めの小泉政権の「民活」政策もライブドア事件や格差社会のような社会の不安定さをもたらした。その反省と反動から、国民がリスクを伴う新しい自助努力制度に慎重になったとも言える。

##### 運営コスト
一般に日本の個人向け金融・証券投資コストはアメリカに比べて割高である。例えば投資信託では、アメリカでは販売時・解約時には一切手数料を徴収しないノーロードファンドが一般的になった（例えば、世界最大の証券会社の一つのフィデリティ・インベストメンツが提供する自社グループの200近い投資信託のすべてが売買手数料のかからないノーロードファンドであるとしている）のに、日本では販売時に販売金融機関が3%程度の手数料（フロントロード）を徴収することが未だに当たり前とされている。日本版401kも毎年2千円～8千円の口座維持手数料が徴収され、残高が少なく運用益が上述のように低リスク・低リターンの投資では手数料が運用益を上回る費用倒れになる可能性がある。特に、日本版401kプランのない会社に転職したり、比較的若いときに専業主婦・夫（パートタイムのような非正規雇用を含む）になった場合は、ただでさえ乏しい口座内の資金が運用益を生むどころか年々目減りする可能性さえある。
アメリカでは401(k)の加入者の増大により多くの運営機関が参入したために競争が起こり、徹底した合理化で手数料などの低減及び撤廃が続いた。例えば、アメリカの証券会社の支店窓口の顧客応対人員は最小限（常時窓口にいる人間は1～2人）で、書類の受け渡しなど簡単で生身の人間でしか対応できないこと以外は、窓口の近くに備えてあるPCを使って自分でウェブから手続きをしたり、同じフロアにある電話でコールセンターを呼び出して処理を依頼するように促される。一方、日本では営業部員との個人的な信頼関係などを重視する文化が特に高齢者などには根強く、外務員を自宅に呼び寄せて説明させるなどの行為のコスト負担が結局は自分の投資リターンを減少させていることには無頓着な傾向があるが、近年はネット文化の広まりとともにオンラインの金融商品が割得であることが理解され、対面販売に拘らない金融取引文化も成長しつつある。